# Fernando Aramburu

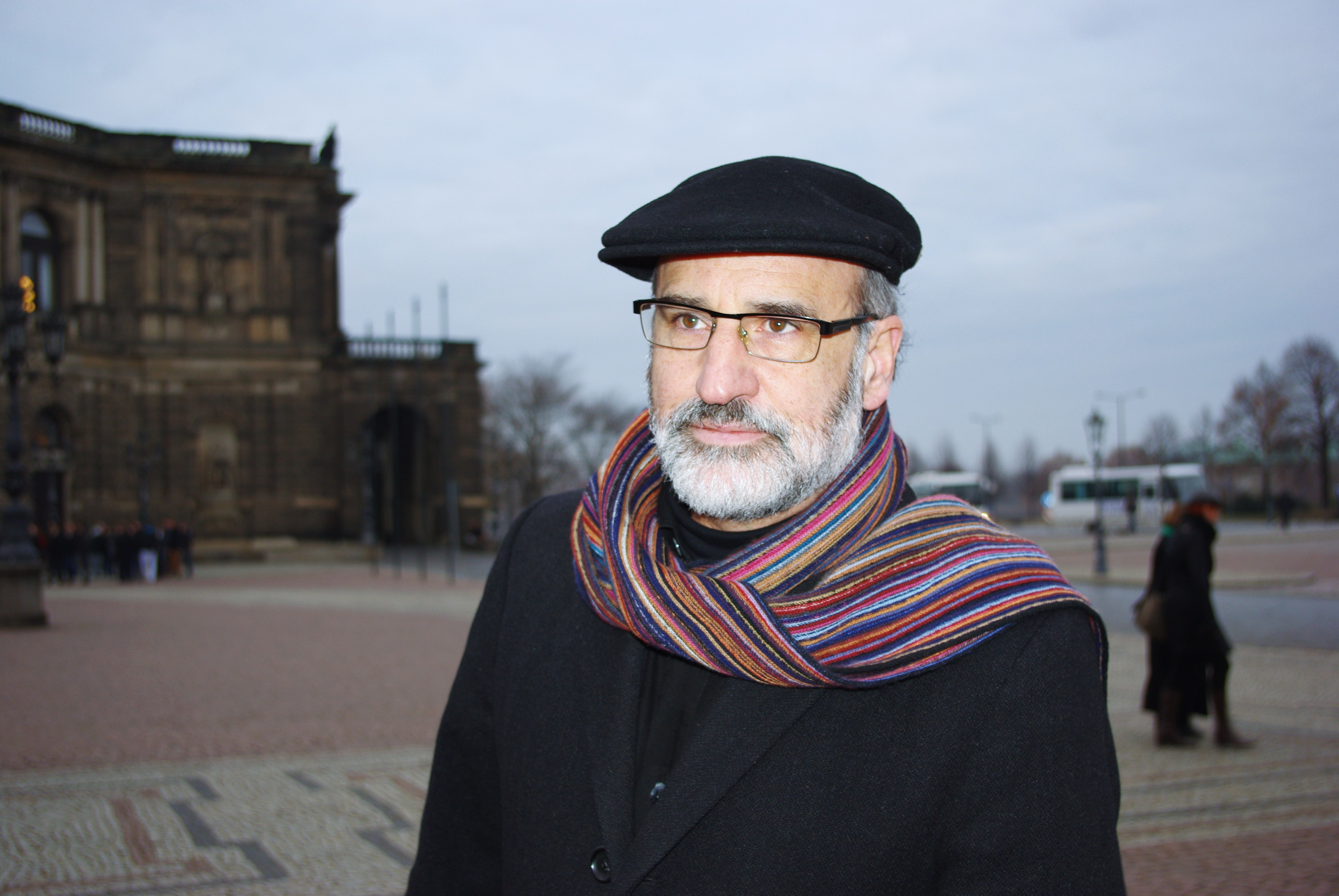
Fernando Aramburu (2011)

Fernando Aramburu (* 1959 in Donostia / San Sebastián) ist ein spanischer Schriftsteller, Dichter und Übersetzer.

## Leben
Der Autor studierte in Saragossa spanische Philologie, lebt seit 1984 in Hannover und arbeitete zunächst als Spanischlehrer. Seit 2009 verfasst er ausschließlich Bücher sowie Beiträge für spanische Zeitungen. Fernando Aramburu ist verheiratet und hat zwei Töchter. Er spricht fließend deutsch.
Für seinen Roman Ávidas pretensiones erhielt Aramburu 2014 den Premio Biblioteca Breve. Große Aufmerksamkeit erregte er mit seinem Roman Patria (2016), der unter anderem mit dem „Premio nacional de narrativa“, dem „Premio de la crítica“ und dem „Premio Strega Europeo“ ausgezeichnet wurde. Der Roman verkaufte sich in Spanien mehr als 800.000 Mal (Stand: Anfang 2019) und wurde in etwa zwanzig Sprachen übersetzt. Die Geschichte spielt im Baskenland und behandelt den Terror der ETA (Euskadi Ta Askatasuna) und die Aussöhnung von Tätern und Opfern. Der Roman wurde von HBO España als Serie verfilmt.

## Werke

### Romane
- Fuegos con limón (Limonenfeuer), 1996 (Ramón-Gómez-de-le-Serna-Preis 1997)
- Los ojos vacíos (Leere Augen), 2000 (Euskadi-Preis 2001)
- El Trompetista del Utopía (Der Trompeter von Utopia), 2003 (Teil 1 der Trilogía de Antíbula; verfilmt als Under the Stars)
- Bambi sin sombra, 2005 (Teil 2 der Trilogía de Antíbula)
- Viaje con Clara por Alemania, 2010
- Años lentos (Langsame Jahre), 2012 (Premio Tusquets 2011[6])
- La gran Marivián, 2013 (Teil 3 der Trilogía de Antíbula)
- Ávidas pretensiones, 2014
- Patria, 2016
- Los vencejos, 2021
- El niño 2024

### Kurzprosa und Kinderbücher
- No ser no duele, 1997 (Kurzgeschichten)
- El artista y su cadáver (Der Künstler und seine Leiche), 2002 (Kurzprosa)
- Vida de un piojo llamado Matías, 2004 (Kinderbuch)
- Los peces de la amargura, 2006 (Kurzgeschichten; Premio Mario Vargas Llosa NH 2006[7])

### Werke auf Deutsch
- Limonenfeuer. Aus dem Spanischen übersetzt von Ulrich Kunzmann. Klett-Cotta, Stuttgart 2000, ISBN 978-3-608-93427-4.
- Patria. Aus dem Spanischen übersetzt von Willi Zurbrüggen. Rowohlt, Reinbek bei Hamburg 2018, ISBN 978-3-498-00102-5.
- Langsame Jahre. Aus dem Spanischen übersetzt von Willi Zurbrüggen. Rowohlt, Hamburg 2019, ISBN 978-3-498-00104-9.
- Reise mit Clara durch Deutschland. Aus dem Spanischen übersetzt von Willi Zurbrüggen. Rowohlt, Hamburg 2021, ISBN 978-3-498-00212-1.[8]
- Die Mauersegler. Aus dem Spanischen übersetzt von Willi Zurbrüggen. Rowohlt, Hamburg 2022, ISBN 978-3-498-00303-6.
- Der Junge. Aus dem Spanischen übersetzt von Willi Zurbrüggen. Rowohlt, Hamburg 2025, ISBN 978-3-498-00738-6.[9]

### Übersetzungen
- El brezal de Brand von Arno Schmidt. Ed. Laetoli, Pamplona 2006
- Montauk von Max Frisch. Editorial Laetoli, Pamplona 2006
- Obras completas von Wolfgang Borchert. Editorial Laetoli, Pamplona 2007
- Hermanos de sangre von Ernst Haffner. Seix Barral, Barcelona 2015
- La matanza de Rechnitz. Historia de mi familia von Sacha Batthyany. Seix Barral, Barcelona 2017